# Saison 2 d'Andor
Chronologie
Saison 1 d'Andor
La deuxième saison d'Andor, série télévisée américaine, est constituée de douze épisodes, diffusés du 22 avril 2025 au 13 mai 2025 sur Disney+.

## Résumé
La saison est composée de quatre arcs narratifs espacés d'un an qui comptent chacun trois épisodes :

### Arc 1
En 4 av. BY, un an après l'incident sur Ferrix, Cassian Andor est en mission pour dérober un nouveau modèle de chasseur TIE. Elle se déroule sans encombre jusqu'au moment où il doit retrouver son contact sur Yavin 4. Andor découvre que celui-ci a été tué et il est fait prisonnier par un autre groupe de rebelles qui a perdu son chef. Ne parvenant pas à choisir un nouveau chef, ce groupe se sépare en deux. Cassian profite de leurs divisions internes pour prendre la fuite à bord de son vaisseau volé.

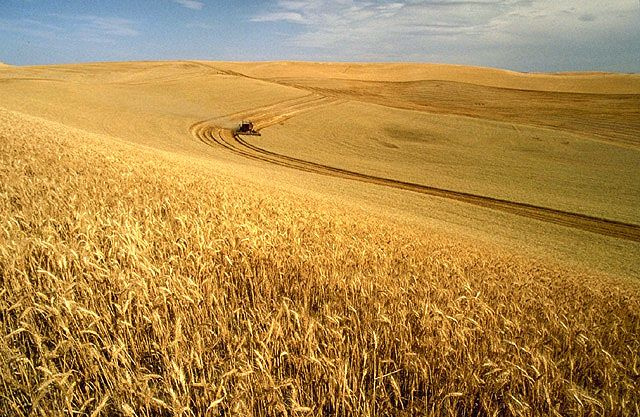
Un champ de blé similaire à ceux qui recouvrent Mina-Rau.

Sur Mina-Rau, Bix Caleen souffre de trouble de stress post-traumatique depuis sa torture par le Dr Gorst. Elle vit avec Brasso, Wil et B2EMO, ils travaillent clandestinement pour se cacher de l'Empire. Ils attendent le retour de Cassian. Cependant, un contingent impérial débarque pour inspecter la planète et bloque toutes les communications vers l'extérieur. Ils se déplacent alors de station en station afin d'éviter les missions d'inspection. Mais alors que Bix est seule chez eux, un officier impérial qui avait déjà exprimé son intérêt pour elle, tente de l'agresser sexuellement. Elle se défend et le tue, ce qui alerte les soldats impériaux qui se dirigent vers elle et ses amis qui sont de retour. À bord de son chasseur volé, Cassian arrive à temps pour leur porter assistance. Ils parviennent à fuir la planète mais sans Brasso qui est tué dans les combats ni B2EMO qu'ils n'ont pas eu le temps d'aller chercher.
La superviseure Dedra Meero assiste à une réunion secrète présidée par Orson Krennic. L'objectif est de trouver un moyen d'évacuer la planète Ghorman pour que l'Empire puisse extraire un précieux minerai contenu dans le sous-sol pour son programme énergétique. Cette extraction implique in fine de détruire la planète. Meero propose à Krennic, plutôt que de faire de la propagande, de fomenter une rébellion afin de pouvoir justifier une répression de la part de l'Empire. Krennic étant séduit par l'idée, Dedra reçoit le commandement de l'opération mais, en contrepartie, est dessaisie de son enquête sur l'Axe.
Sur Coruscant, Dedra et Syril Karn, désormais en couple, se préparent à recevoir la mère de celui-ci, Eedy Karn, pour le diner. Le début du repas est gênant, Syril décide de s'absenter un instant. Dedra en profite pour mettre les choses au clair avec sa mère : pour que leur relation se poursuive et qu'elle soit visitée une fois tous les deux mois, celle-ci doit cesser d'être constamment négative.

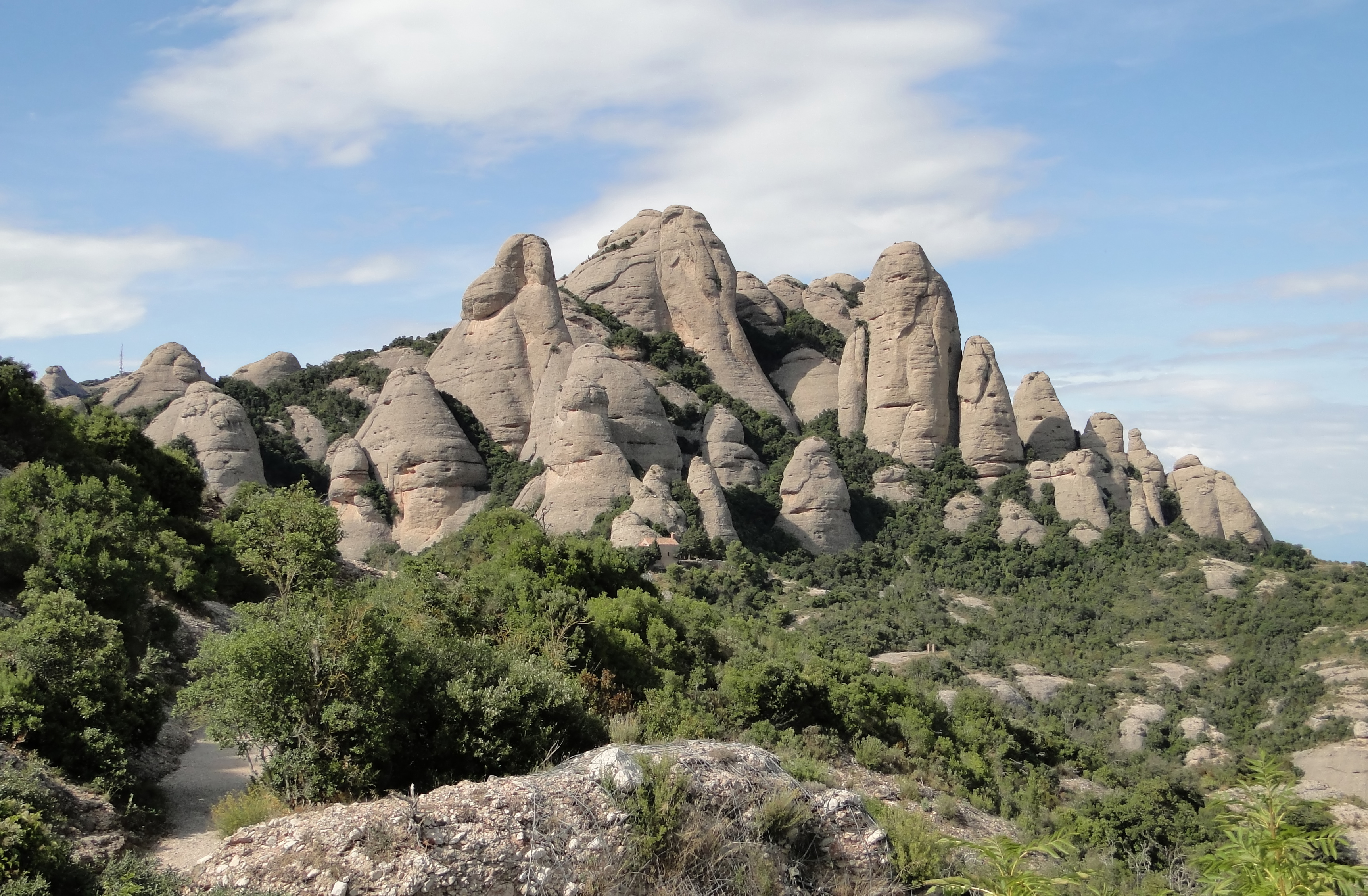
Le massif de Montserrat près de Barcelone sert de lieu de tournage aux scènes extérieures sur Chandrila.

Enfin, la fille de Mon Mothma, Leida, et le fils de l'oligarque Davo Sculdun, Stekan, se marient sur Chandrila. Luthen Rael, son assistante Kleya Marki et la cousine de Mon, Vel Sartha, font partie des invités. Le banquier Tay Kolma, qui avait été d'une grande aide l'année précédente, fait pression sur la sénatrice pour qu'elle lui verse une importante somme d'argent. De plus, elle se sent coupable d'être à l'origine du mariage arrangé et est en froid avec sa fille. Luthen décide de faire disparaitre Tay en employant Cinta Kaz, la compagne de Vel.

### Arc 2
En 3 av. BY, le peuple de Ghorman s'inquiète de plus en plus de l'augmentation de l'activité impériale sur leur planète. Syril Karn y est envoyé en tant que chef d'un bureau local mais il rend des comptes à sa compagne, la superviseure Dedra Meero du Bureau de sécurité impériale, qui l'a chargé d'infiltrer le principal groupe insurrectionnel local appelé « Front de Ghorman ».
Sur Coruscant, Cassian Andor et Bix Caleen vivent ensemble dans une planque où elle continue de faire des cauchemars de son tortionnaire. Luthen Rael envoie Cassian sur Ghorman afin de prendre contact avec les insurgés. Sur place, Andor qui se fait passer pour un styliste, se met rapidement en relation avec le Front de Ghorman avec lequel il discute d'un plan pour attaquer un convoi impérial. De retour sur la planète-capitale, il informe Luthen que Ghorman ne vaut pas le coup et qu'ils ne sont pas suffisamment préparés.

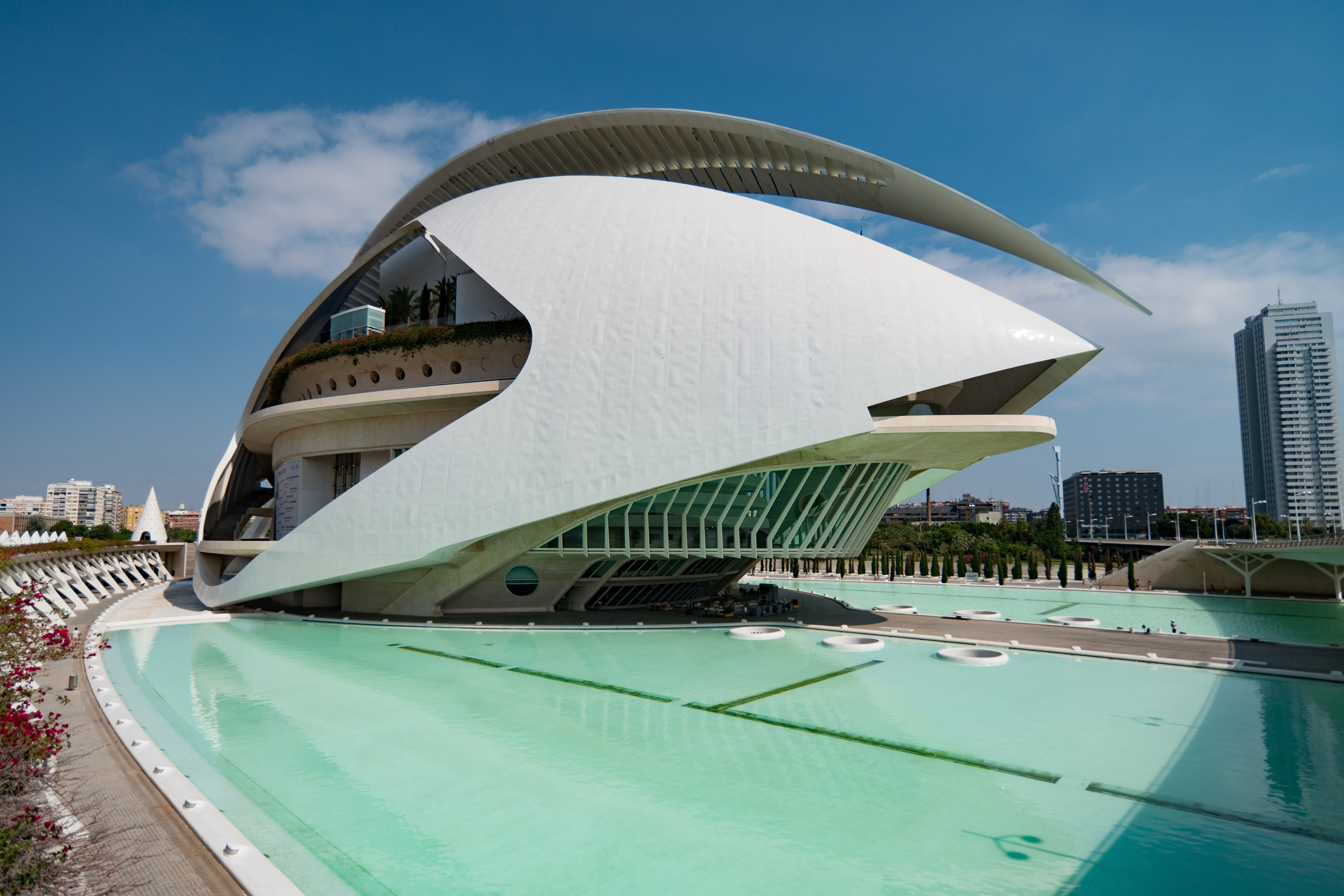
Le Palais des Arts Reina-Sofía à Valence sert de lieu de tournage aux scènes dans la galerie d'art de Davo Sculdun.

Vel Sartha et Cinta Kaz sont finalement envoyées par Luthen pour aider les Ghors à attaquer l'Empire. Tout est minutieusement préparé et le début du plan se déroule comme prévu. L'opération est surveillée par Syril qui, caché, informe directement Meero et le major Partagaz des agissements des insurgés. Cependant, l'un des membres du Front de Ghorman tue accidentellement Cinta, ce qui a pour conséquence de déclencher l'alerte et de pousser le groupe à fuir précipitamment.
À la galerie, Kleya Marki écoute une conversation de Davo Sculdun et se rend compte que l'un des microphones qu'elle avait caché pourrait être découvert. Accompagnée de Luthen, Mon Mothma et son mari, elle se rend à une fête où certaines œuvres de Sculdun, dont celle où se trouve le microphone, sont présentes. Elle profite d'un débat houleux entre la sénatrice et Orson Krennic pour le retirer non sans mal.

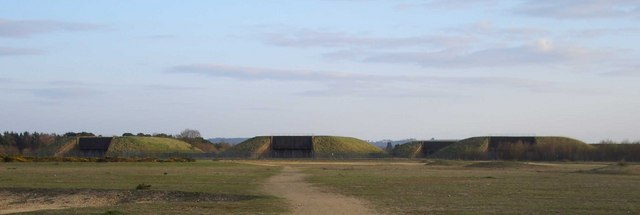
La RAF Greenham Common a servi de lieu de tournage pour la planète D'Qar où se trouve le groupe de Saw Gerrera.

Au même moment, Cassian et Bix terminent une mission durant laquelle ils éliminent le Dr Gorst.
Enfin, sur D'Qar, Wil rentre au service de Saw Gerrera,,.

### Arc 3

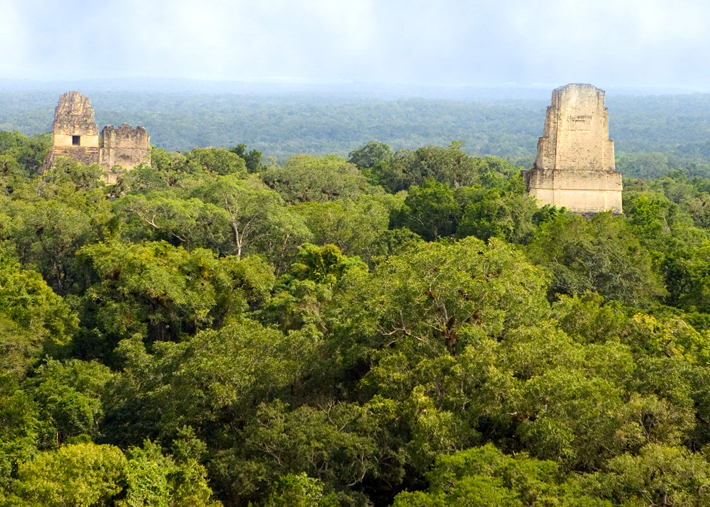
La base rebelle de Yavin 4.

En 2 av. BY, Cassian et Bix vivent ensemble à proximité de la base rebelle récemment installée sur Yavin 4 qui reçoit chaque jour de nouvelles recrues formées par Vel. Wil informe Andor que sa prochaine mission consiste à l'accompagner sur Ghorman pour éliminer la superviseure Meero. La veille de son départ, Cassian fait la rencontre d'une guérisseuse de la Force qui lui explique qu'il est un « messager ».
Arrivés sur Ghorman, Andor et Wil prennent contact avec les insurgés que celui-ci va rejoindre tandis que Cassian passe la nuit à l'hôtel. De son côté, Dedra informe Syril qu'il doit se tenir prêt à évacuer mais celui-ci remet de plus en plus en question son allégeance pour l'Empire galactique. Les tensions entre les Ghors et les impériaux ne cessent de monter.
Le lendemain matin, Cassian comprend qu'il ne peut pas atteindre Dedra depuis sa position. Sur la place principale, face au quartier général de l'Empire, une manifestation pacifique a lieu, elle se retrouve encerclée par des stormtroopers. Un sniper impérial abat l'un de ses propres frères d'armes afin de créer une émeute. S'ensuit un massacre durant lequel les impériaux tirent sur tous les manifestants qui sont à leur portée. Au milieu de ce carnage, Syril se rend finalement compte du véritable visage de l'Empire. Cependant, il tombe nez à nez avec Cassian Andor qu'il reconnait et, dans un accès de rage, tente de tuer, alors même que Cassian n'a aucune idée de l'identité de son agresseur. Dans la bagarre, Syril est abattu par Carro arrivé in extremis. Dans sa fuite, Andor est pourchassé par un droïde de sécurité KX qui est neutralisé de justesse. Cassian emporte avec lui ce qu'il en reste. L'Empire profite de cet évènement pour justifier sa présence en diffusant sa propagande.

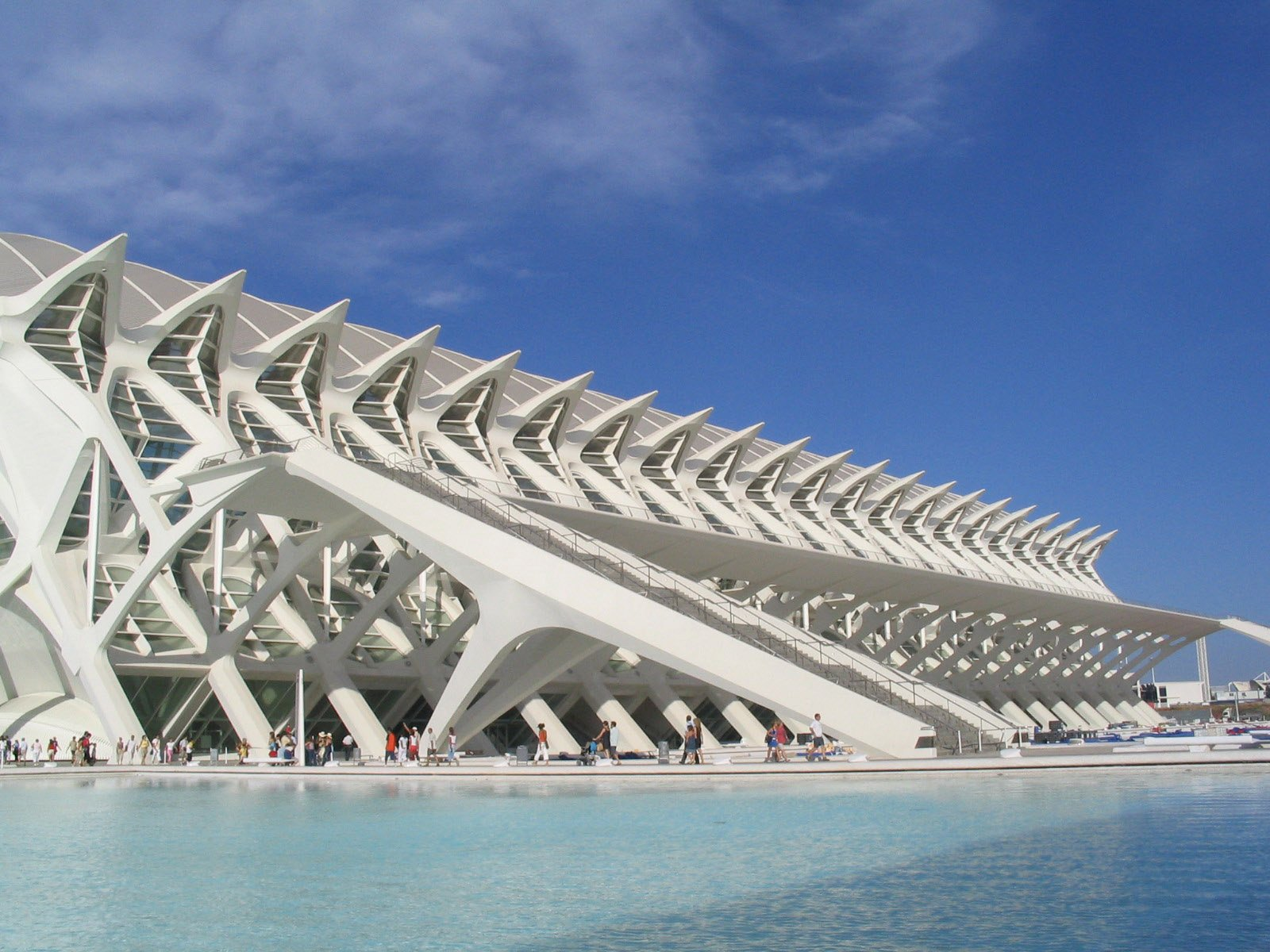
Le Musée des sciences Príncipe Felipe à Valence sert de lieu de tournage aux scènes sur Coruscant.

Sur Coruscant, le sénateur de Ghorman est arrêté et la plupart des politiciens croient la propagande impériale. Andor souhaite en finir avec les missions de Luthen mais Kleya l'envoie exfiltrer Mon Mothma une fois son discours au Sénat terminé : en effet, une équipe du sénateur Bail Organa est supposée être en charge de cette mission, mais l'un de ses membres est corrompu. Mon découvre qu'un microphone du Bureau de la sécurité impériale a été caché dans son bureau ; elle le détruit, ce qui attire l'attention du BSI. La sénatrice parvient à faire son discours devant l'assemblée du Sénat, où elle traite notamment l'Empereur de « monstre ». Elle est immédiatement retrouvée par Andor tandis que le BSI a de son côté donné l'ordre de l’arrêter. Le membre corrompu du groupe du sénateur Organa est abattu en tentant de l'arrêter. Cassian et Mon parviennent à quitter le Sénat et à se cacher dans une planque.
De retour sur Yavin 4, Cassian retrouve Bix et lui annonce qu'il veut en finir avec les combats. Celle-ci préfère le quitter, le temps que la victoire soit atteinte, car elle ne veut pas être la raison de son départ de la rébellion. Peu après avoir découvert son message, Andor et une équipe de techniciens rebelles remettent en marche l'unité KX qu'il avait récupérée,.

### Arc 4
En 1 av. BY, quelques jours avant la bataille de Yavin, Luthen, resté sur Coruscant avec son assistante Kleya, retrouve le superviseur Lonni Jung, sa source au BSI. Celui-ci souhaite fuir le plus vite possible car il a découvert que l'Empire construit une arme capable de détruire des planètes et croit avoir été démasqué. Luthen, jugeant qu'il est trop risqué de le laisser en vie, l'assassine puis informe son assistante. Il retourne à la galerie pour détruire la radio et tout ce qui pourrait permettre de retrouver les autres cellules rebelles. Il est cependant interrompu par la superviseure Dedra Meero venue pour l'arrêter. Durant la confrontation, il tente de se suicider pour ne pas révéler ses secrets. Dedra l'envoie en urgence dans un hôpital pour être maintenu en vie et pouvoir être interrogé.

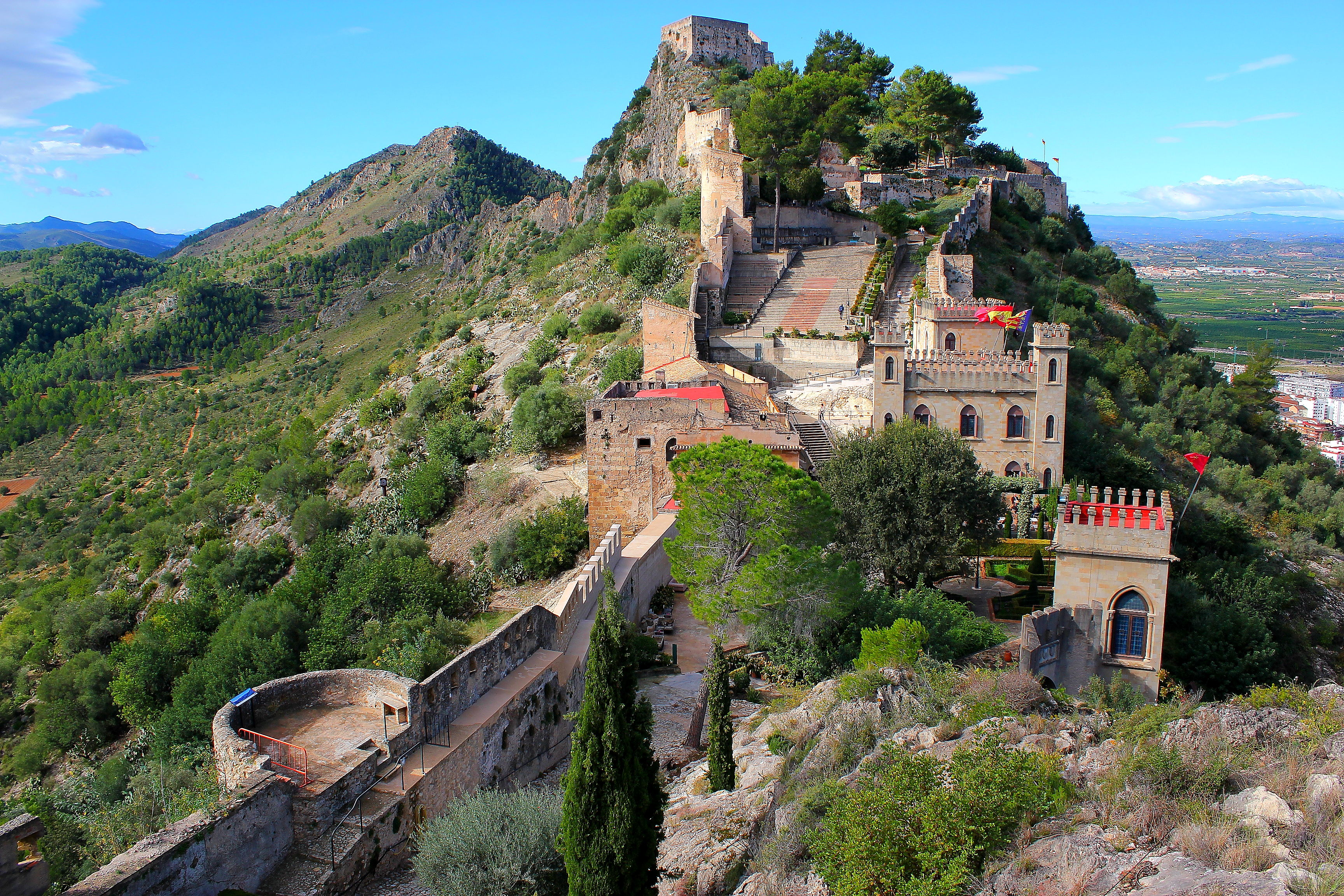
Le château de Xàtiva a servi de lieu de tournage à certaines scènes de Naboo.

Kleya décide de libérer celui qui l'avait sauvée d'un massacre alors qu'elle n'était qu'une enfant. En effet, le sergent « Lear », un soldat impérial, ne supportait plus ce déchainement de violence et avait recueilli cette petite fille, en compagnie de laquelle il avait déserté et commencé sur Naboo ses premières actions violentes contre l'Empire. Kleya parvient à s'infiltrer dans l’hôpital gardé par des stormtroopers et à retrouver Luthen. Elle le libère de sa souffrance en le débranchant de l'appareil qui le maintenait en vie. Elle retourne ensuite à la planque où elle envoie un signal de détresse pour être exfiltrée le plus rapidement possible.
La fuite des données concernant la super-arme de l'Empire provenant des archives de Meero (données qu'elle n'était pas autorisée à avoir), elle est arrêtée, relevée de toutes ses fonctions au BSI et interrogée par le directeur Orson Krennic en personne. Elle est plus tard envoyée dans une prison impériale.

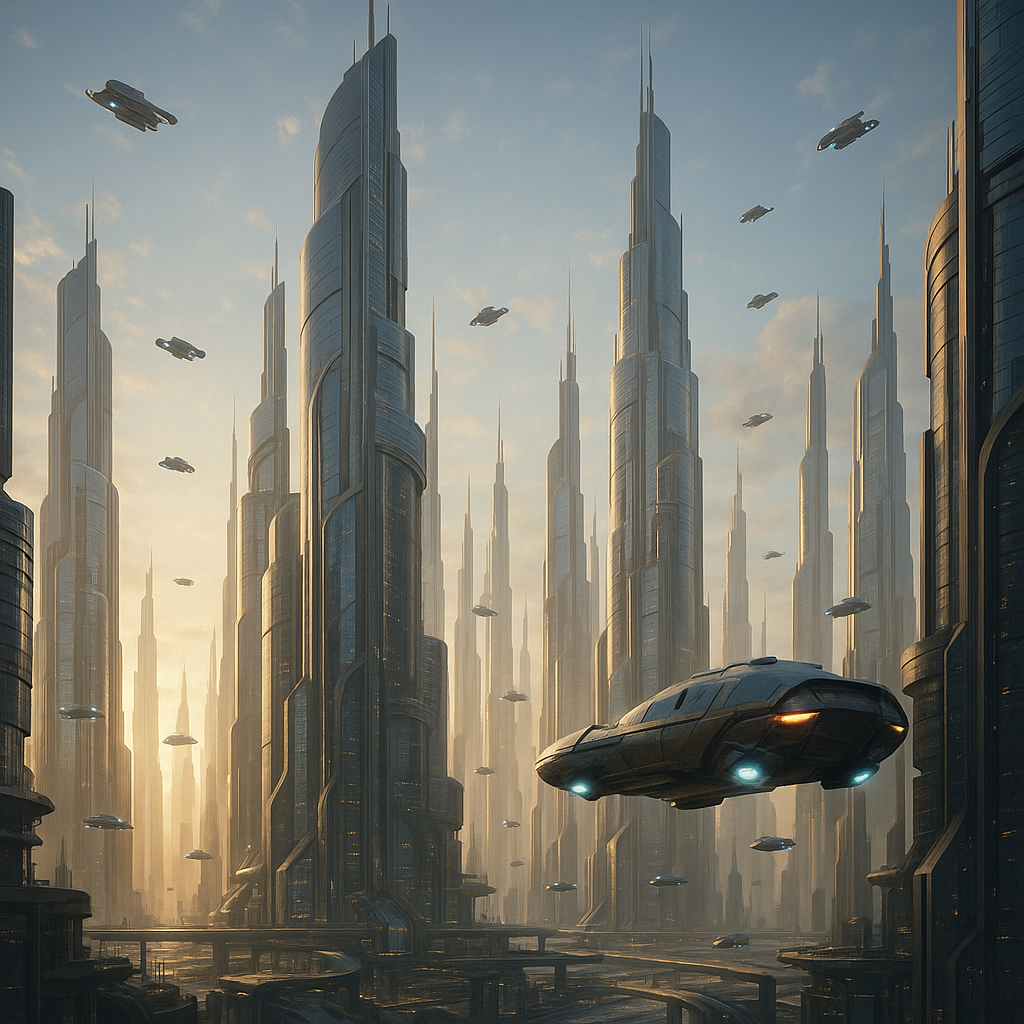
Image générée par une intelligence artificielle d'un monde similaire à Coruscant.

Sur Yavin 4, Wilmon capte le message de Kleya et prévient Cassian. Celui-ci, accompagné de K-2SO et Melshi, s'envole pour Coruscant contre les ordres du chef de la cellule. Dans la galerie, des ingénieurs de l'Empire parviennent à refaire fonctionner la radio de Luthen ; les impériaux localisent Kleya et envoient une force d'intervention. Andor et son équipe les précèdent de quelques minutes, mais des combats s'engagent dans les couloirs de l'immeuble. Grâce à K-2SO, les rebelles parviennent à éliminer tous les impériaux et à ramener Kleya sur Yavin.
Les dirigeants rebelles, dont Mon Mothma et Bail Organa, font face à des divisions internes. Saw Gerrera, qui avait permis à la rébellion de naître, s'en détache. Lorsque Cassian leur révèle ce que Luthen a appris à propos de l'Étoile de la mort, ils doutent de lui et refusent toute action contre l'Empire. Andor est finalement envoyé sur Kafrene pour enquêter sur l'existence de cette super-arme.
Dans les bureaux du BSI, le major Partagaz écoute le manifeste de la rébellion rédigé par Nemik tandis qu'il est attendu pour être arrêté. Il demande à être laissé seul un moment puis se suicide avec un blaster.
Enfin, sur Mina-Rau, Bix Caleen, son bébé et B2EMO attendent avec espoir la venue de Cassian,,.

## Distribution

### Personnages principaux
- Diego Luna (VF : Jean-Christophe Dollé) : Cassian Andor
- Stellan Skarsgård (VF : Gabriel Le Doze) : Luthen Rael
- Kyle Soller (VF : Marc Arnaud) : Syril Karn
- Adria Arjona (VF : Claire Morin) : Bix Caleen
- Genevieve O'Reilly (VF : Juliette Degenne) : sénatrice Mon Mothma

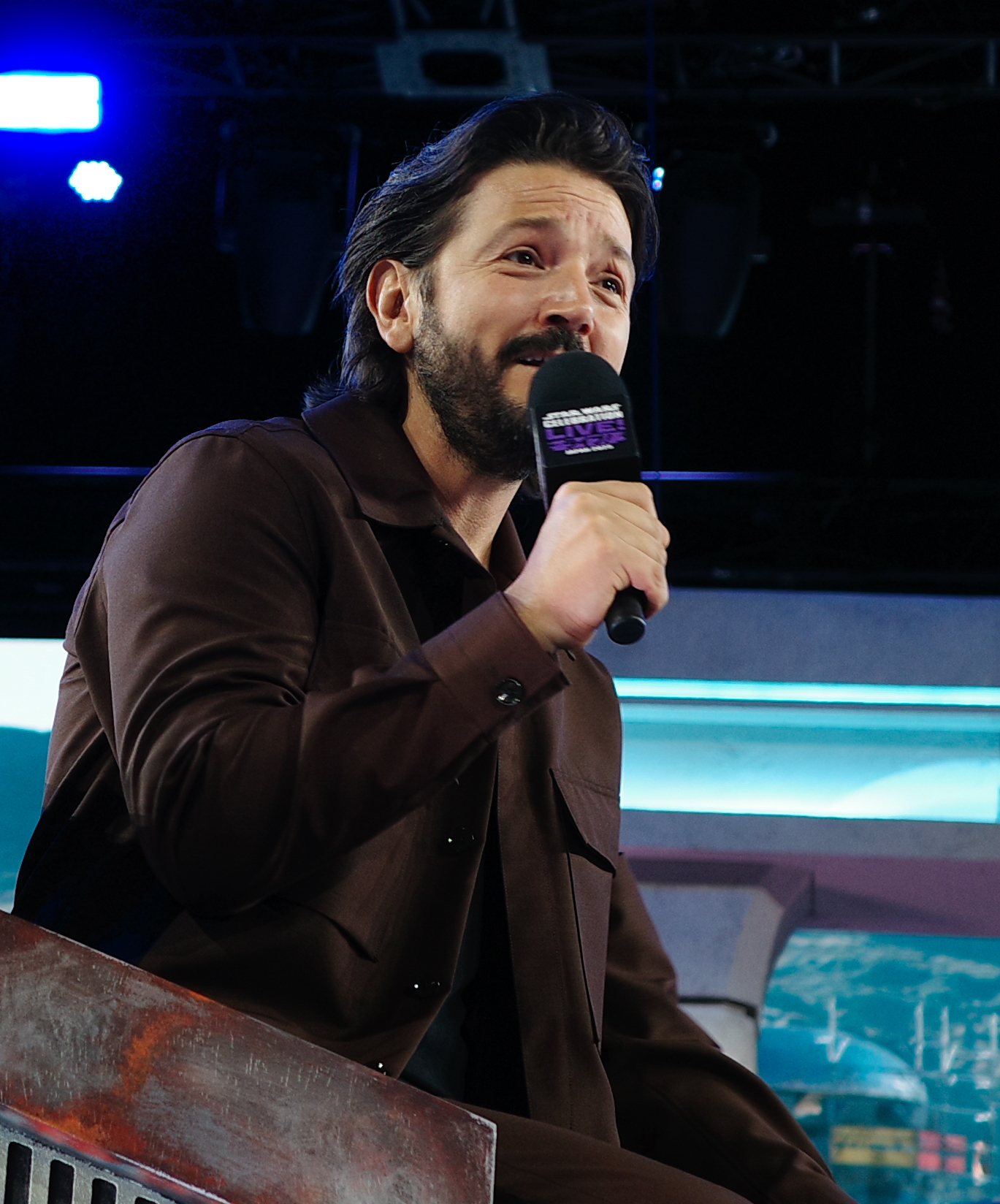
Diego Luna, interprète de Cassian Andor, à la Star Wars Celebration Japon en 2025.

- Denise Gough (VF : Audrey Sourdive) : lieutenant Dedra Meero
- Elizabeth Dulau (VF : Angèle Humeau) : Kleya Marki
- Faye Marsay (VF : Adeline Moreau) : Vel Sartha
- Varada Sethu (VF : Kahina Tagherset) : Cinta Kaz
- Ben Mendelsohn (VF : Thierry Hancisse) : Orson Krennic
- Alan Tudyk (VF : Laurent Morteau) : K-2SO
- Benjamin Bratt (VF : Maurice Decoster) : Bail Organa

### Personnages secondaires
- Joplin Sibtain (VF : Cyrille Monge) : Brasso
- Dave Chapman (VF : Frédéric Popovic) : B2EMO (voix)
- Alastair Mackenzie (VF : Stéphane Pouplard) : Perrin Fertha
- Anton Lesser (VF : Gérard Darier) : major Partagaz
- Michael Jenn (VF : Pascal Germain) : capitaine Lagret
- Kathryn Hunter (VF : Marie-Martine) : Eedy Karn
- Robert Emms (VF : Jérémy Bardeau) : lieutenant Lonni Jung
- Bronte Carmichael (VF : Charlotte Hervieux) : Leida Mothma
- Ben Miles (VF : Nicolas Marié) : Tay Kolma
- Forest Whitaker (VF : Daniel Lobé ; VQ : Normand D'Amour) : Saw Gerrera
- Duncan Pow (en) (VF : Rémi Caillebot) : Ruescott Melshi
- Richard Dillane (VF : Jérôme Keen) : Davo Sculdun
- Lee Ross (en) (VF : Guillaume Bourboulon) : Exmar Kloris
- Sam Gilroy (VF : Martin Faliu) : Gerdis
- Benjamin Norris (VF : Meli Izzouzi) : Bardi
- Pierro Niel-Mee (VF : Damien Boisseau) : Erskin Semaj
- Alex Waldmann (en) (VF : Pierre Tessier) : Krole
- Ryan Pope (VF : Igor Chometowski) : Kellen
- Richard Sammel (VF : lui-même) : Carro Rylanz
- Alaïs Lawson (VF : elle-même) : Enza Rylanz
- Thierry Godard (VF : lui-même) : Lezine
- Abraham Wapler (VF : lui-même) : Samm
- Ella Pellegrini (VF : elle-même) : Dreena
- Théo Costa Marini (VF : lui-même) : Dilan
- Raphaël Roger Levy (VF : lui-même) : Dasi Oran
- Stefan Crepon (VF : lui-même) : Thela
- Kurt Egyiawan (en) (VF : Baptiste Marc) : superviseur Grymish
- Marc Rissmann (en) (VF : Valentin Merlet) : Pluti
- Alistair Petrie (VF : Pierre-François Pistorio) : général Davits Draven
- Tomi May (VF : Charles Uguen) : Bloy
- Jonjo O'Neill (en) (VF : Rémi Bichet) : capitaine Kaido
- Ana Ularu (VF : Aurélie Vigent) : Beska
- Andrew Brooke (en) (VF : Antoine Tomé) : sergent Gharial
- Stephen Stanton (en) (VF : Michael Aragones) : amiral Raddus (voix)
- Sharon Duncan-Brewster (VF : Mbembo) : sénatrice Tynnra Pamlo
- Jonathan Aris (VF : Régis Lang) : sénateur Nower Jebel

- Version française
  - Société de doublage : Dubbing Brothers
  - Direction artistique : Fabrice Josso
  - Adaptation des dialogues : Jonathan Amram et Nicolas Mourguye

 Source et légende : version française (VF) sur RS Doublage  et Allodoublage.

## Liste des épisodes

### Épisode 1:Un an plus tard
- Mondial : 22 avril 2025 sur Disney+

### Épisode 2:Sagrona Teema
- Mondial : 22 avril 2025 sur Disney+

### Épisode 3:La Saison des récoltes
- Mondial : 22 avril 2025 sur Disney+

### Épisode 4:Connaissez-vous Ghorman?
- Mondial : 29 avril 2025 sur Disney+

### Épisode 5:J'ai des amis un peu partout
- Mondial : 29 avril 2025 sur Disney+

### Épisode 6:Cette soirée devient festive
- Mondial : 29 avril 2025 sur Disney+

### Épisode 7:Un messager
- Mondial : 6 mai 2025 sur Disney+

### Épisode 8:Mais t'es qui, toi?
- Mondial : 6 mai 2025 sur Disney+

### Épisode 9:Bienvenue dans la Rébellion
- Mondial : 6 mai 2025 sur Disney+

### Épisode 10:Pitié, arrêtez, pitié...
- Mondial : 13 mai 2025 sur Disney+

### Épisode 11:Qui d'autre est au courant?
- Mondial : 13 mai 2025 sur Disney+

### Épisode 12:Jedha, Kyber, Erso
- Mondial : 13 mai 2025 sur Disney+